# Ranunculus macounii
Ranunculus macounii Britton – gatunek rośliny z rodziny jaskrowatych (Ranunculaceae Juss.). Występuje naturalnie w Ameryce Północnej. 

## Rozmieszczenie geograficzne
Rośnie naturalnie w Ameryce Północnej – w Kanadzie oraz Stanach Zjednoczonych. W Kanadzie występuje w prowincjach Ontario, Quebec, Manitoba, Kolumbia Brytyjska, Saskatchewan, Alberta oraz Nowa Fundlandia i Labrador, a także na terytoriach Jukonu i Północno-Zachodnich. W Stanach Zjednoczonych rośnie w stanach Alaska, Waszyngton, Oregon, Idaho, Montana, Wyoming, Kalifornia, Nevada, Utah, Arizona, Nowy Meksyk, Kolorado, Minnesota, Nebraska, Dakota Północna, Dakota Południowa oraz Michigan. 

## Morfologia
PokrójBylina o nagich pędach. Dorasta do 10–60 cm wysokości.
LiścieSą trójlistkowe. Mają nerkowaty kształt. Mierzą 3,5–7,5 cm długości oraz 4,5–9,5 cm szerokości. Brzegi są ząbkowane lub klapowane.
KwiatyMają 5 eliptycznych działek kielicha, które dorastają do 4–6 mm długości. Mają 5 owalnych i żółtych płatków o długości 4–6 mm.
OwoceNagie niełupki o długości 2–4 mm. Tworzą owoc zbiorowy – wieloniełupkę o jajowatym lub kulistym kształcie i dorastającą do 7–10 mm długości.

## Biologia i ekologia
Rośnie na łąkach, stokach i skrajach lasu. Występuje na wysokości do 2900 m n.p.m. Kwitnie od maja do września. 